# William Fildew
William Fildew, o, anche, William E. Fildew (25 febbraio 1890 – Los Angeles, 17 luglio 1943), è stato un direttore della fotografia statunitense che lavorò nel cinema esclusivamente all'epoca del muto; la sua carriera copre infatti il periodo che va dal 1915 al 1927.
Direttore della fotografia di fiducia di Christy Cabanne, per il quale girò tutti i suoi primi film, William Fildew esordì nel 1915. In quell'anno, uno dei film cui prese parte fu Sotto l'unghia dei tiranni, una pellicola di genere storico che ricostruiva la disperata difesa di Fort Alamo e che vide il debutto come attore cinematografico di Douglas Fairbanks. Oltre a lavorare sovente per Cabanne, Fildew collaborò spesso anche con Tod Browning. Altri registi per i quali lavorò per più di una volta furono soprattutto Robert Thornby e Irving Cummings. 

## Filmografia
- The Lost House, regia di Christy Cabanne - cortometraggio
- Enoch Arden, regia di Christy Cabanne - mediometraggio (1915)
- The Absentee, regia di Christy Cabanne (1915)
- The Failure, regia di Christy Cabanne (1915)
- The Lamb, regia di Christy Cabanne (1915)
- Sotto l'unghia dei tiranni (Martyrs of the Alamo), regia di Christy Cabanne (1915)
- Double Trouble, regia di Christy Cabanne (1915)
- Daphne e i pirati (Daphne and the Pirate), regia di Christy Cabanne (1916)
- Sold for Marriage, regia di Christy Cabanne (1916)
- Reggie Mixes In, regia di Christy Cabanne (1916)
- Io e il mio destino (Flirting with Fate), regia di Christy Cabanne (1916)
- The Great Secret, regia di Christy Cabanne (1917) - serial cinematografico
- One of Many, regia di Christy Cabanne (1917)
- The Slacker, regia di Christy Cabanne (1917)
- Miss Robinson Crusoe, regia di Christy Cabanne (1917)
- Draft 258, regia di Christy Cabanne (1917)
- Heart of the Sunset, regia di Frank Powell (1918)
- The Danger Game, regia di Harry A. Pollard (1918)
- The Danger Game, regia di Harry A. Pollard (1918)
- Cyclone Higgins, D.D., regia di Christy Cabanne (1918)
- The Fair Pretender, regia di Charles Miller (1918)
- The Return of Mary, regia di Wilfred Lucas (1918)
- Her Inspiration, regia di Robert Thornby (1918)
- In for Thirty Days, regia di Webster Cullison (1919)
- Peggy Does Her Darndest, regia di George D. Baker (1919)
- The Island of Intrigue, regia di Henry Otto (1919)
- Castles in the Air, regia di George D. Baker (1919)
- Almost Married, regia di Charles Swickard (1919)
- God's Outlaw, regia di Christy Cabanne (1919)
- A Petal on the Current, regia di Tod Browning (1919)
- Bonnie Bonnie Lassie, regia di Tod Browning (1919)
- The Pointing Finger, regia di Edward A. Kull, Edward Morrissey (1919)
- Vergine d'Oriente (The Virgin of Stamboul), regia di Tod Browning (1920)
- Through Eyes of Men, regia di Charles A. Taylor (1920)
- Blue Streak McCoy, regia di Reeves Eason (1920)
- Il fuorilegge (Outside the Law), regia di Tod Browning (1920)
- Society Secrets, regia di Leo McCarey (1921)
- Magnificent Brute, regia di Robert Thornby (1921)
- The Blazing Trail, regia di Robert Thornby (1921)
- The Fox, regia di Robert Thornby (1921)
- Oh Mary Be Careful, regia di Arthur Ashley (1921)
- No Woman Knows, regia di Tod Browning (1921)
- A Parisian Scandal, regia di George L. Cox (1921)
- The Wise Kid, regia di Tod Browning (1922)
- Paid Back, regia di Irving Cummings (1922)
- Sotto due bandiere (Under Two Flags), regia di Tod Browning (1922)
- Broad Daylight, regia di Irving Cummings (1922)
- The Self-Made Wife, regia di John Francis Dillon (1923)
- Drifting, regia di Tod Browning (1923)
- The Day of Faith, regia di Tod Browning (1923)
- White Tiger, regia di Tod Browning (1923)
- The City of Stars, regia di  H. Bruce Humberstone (1924) - cortometraggio
- Fools Highway, regia di Irving Cummings (1924)
- The Reckless Age, regia di Harry A. Pollard (1924)
- A Daughter of the Sioux, regia di Ben F. Wilson (1925)
- The Wreck, regia di William James Craft (1927)